# Gabriel Abos
 Gabriel Abos  (Béarn, ? — ?, 1703) foi um marinheiro do francês que viveu no século XVII. Durante os primeiros anos das descobertas maritimas e navegação pelo oriente, os portugueses teriam sido ajudados por este marinheiro.  Ficou também conhecido pelo seu ímpeto na defesa do Porto de Nios, em 1698, onde actuou em conjunto com o seu irmão, Maximillien, que faleceu durante o combate.
Um dos acontecimentos que fizeram a entrada na História de Gabriel Abos foi a vitória que conseguiu com apenas as duas embarcações em que seguia juntamente com o seu irmão Maximillien.
As embarcações que se deslocavam no Mediterrâneo sob o Pavilhão dos Cavaleiros de Malta, facto que ou por pura pirataria ou por desavenças religiosas levou a serem atacadas no ao largo do porto da ilha grega de Nios, por barcos Turcos. Esta batalha que durou um dia inteiro fez muitas baixas entre os turcos levando ao afundamento de várias embarcações e a que outras ficassem danificadas, tendo Abos conseguido a defesa do Porto e salvar as suas embarcações.
Foi detentor do título de Conde de Malta.